# Inmunotoxicología
La inmunotoxicología es el estudio de los mecanismos por medio de los cuales las sustancias que alteran el sistema inmunitario producen efectos adversos. 
El tóxico puede tener diferentes mecanismos de actuación, teniendo como resultado alteraciones inmunitarias de origen tóxico. 
- Cómo órgano diana el sistema inmune.
- Actuación como antígeno.
- Desencadenante de reacciones autoinmunitarias.

## Cómo órgano diana el sistema inmune
El tóxico tiene como órgano diana el sistema inmune, produciéndose:
- Inmunoestimulación: alteración que produce un aumento en el funcionamiento de este sistema.
- Inmunosupresión: se distinguen dos tipos de alteraciones:

1. Inmunosupresión: alteración que anula el funcionamiento del sistema inmune.
2. Inmunodepresión: alteración que produce una reducción de la funcionalidad del sistema inmune.

Puede afectar a las células o a los órganos. 
- Células: las que más afectadas están son los linfocitos, produciéndose alteraciones en la producción de anticuerpos.
- Órganos: se producen cambios histopatológicos, anatómicos, alteraciones en el peso, celulabilidad….

## Actuación como antígeno
El tóxico se comporta como un antígeno o hapteno. Un hapteno es una molécula pequeña que no es reconocida por el sistema inmune. Esta se une a moléculas endógenas, lo que produce un aumento de tamaño, permitiendo ser detectable por el sistema inmune. 
Se produce una reacción de tipo alérgico en la que el antígeno (tóxico) se une a un anticuerpo. Se pueden diferenciar cuatro tipos de reacciones alérgicas:
- Tipo I: o inmediata o anafiláctica. El mecanismo esta mediado por IgE, mastocitos y basófilos y por la liberación de aminas. Algunos ejemplos de enfermedades son: anafilaxia, asma, rinitis, conjuntivitis y fiebre del heno.
- Tipo II: o citotóxica. El mecanismo está mediado por IgG, IgM, activación del complemento y lisis celular. Algunos ejemplos de enfermedades son hemólisis, anemia, agranulocitosis, trombocitopenia, anemia hemolítica autoinmunitaria.
- Tipo III: o de complejo inmunitario. El mecanismo está mediado por IgA, IgG, IgM y activación del complemento. Algunos ejemplos de enfermedades son alveolitis, glomerulonefritis, enfermedad del suero, lupus eritomatoso.
- Tipo IV: o hipersensibilidad retardada. El mecanismo está mediado por los linfocitos T. Algún ejemplo de enfermedad es la dermatitis de contacto.

## Desencadenante de reacciones autoinmunotarias
El tóxico tiene como diana un órgano, y como consecuencia de esta interacción se produce la liberación de antígenos por parte del órgano. Estos antígenos son reconocidos como sustancias extrañas de manera que se desencadena una reacción alérgica y se originan anticuerpos frente a él.
Como el antígeno es propio del órgano la reacción que se produce es autoinmunitaria, provocando un mayor daño en el órgano.

## Estudios de inmunotoxicidad
Se trata de ensayos destinados a conocer el efecto que un tóxico produce en el sistema inmune. Se utilizan modelos experimentales.
Estos ensayos pueden ser:
- Convencionales: proporcionan datos generales sobre la integridad y actividad del sistema inmune:

1. Peso corporal.
2. Incidencia de infecciones.
3. Mortalidad.
4. Perfil hematológico.
5. Proteínas séricas.
6. Peso de los distintos órganos (bazo, glándulas suprarrenales, ganglios linfáticos y timo).
7. Histopatología.
8. Tipo y número de células en la médula ósea.

- Específicas: también se conocen con el nombre de función inmune. Se caracterizan por:

In vivo:
- Hipersensibilidad retardada: en ratón y cobaya. La variable de valoración es la supresión de la respuesta inmunológica tras la exposición repetida al antígeno.
- Rechazo de injerto cutáneo: en ratón y rata. La variable de valoración es la supresión del rechazo al injerto.
- Reacción injerto frente a huésped: en rata y ratón. La variable de valoración es la supresión de la reacción injerto frente al huésped.
- Respuesta de huésped a la infección: en ratón y rata. La variable de valoración es la inhibición de la producción de anticuerpos.
- Anticuerpos séricos: en ratón y rata. La variable de valoración es la inhibición de la producción de anticuerpos.
- Fagocitosis: en ratón y rata. La variable de valoración es la inhibición de la fagocitosis por los macrófagos.

In vitro:
- Respuesta mitógena: en linfocitos aislados. La variable de valoración es la inhibición de la proliferación.
- Ensayo en placa: en linfocitos aislados. La variable de valoración es la reducción del número absoluto de células productoras de anticuerpos.
- Producción de mediadores: en linfocitos aislados. La variable de valoración es la liberación de mediadores de células T aisladas y sensibilizadas.

Ex vivo:  
- Respuesta mitógena
- Ensayo en placa
- Producción de mediadores
- Recuento de células T y B: en linfocitos aislados. La variable de valoración es el recuento diferencial de linfocitos.